# Wilm Hosenfeld
Wilhelm Adalbert Hosenfeld (Mackenzell, cerca de Fulda, 2 de mayo de 1895 - Stalingrado, 13 de agosto de 1952), en su juventud profesor, fue un oficial alemán de la Wehrmacht en la Segunda Guerra Mundial que alcanzó el rango de capitán al final de la guerra. Ayudó a rescatar y esconder a polacos, entre ellos judíos, en la Polonia ocupada por los nazis. Salió del anonimato gracias a la novela autobiográfica del músico polaco Władysław Szpilman El pianista del gueto de Varsovia, popularizada por la película El pianista (2002) de Roman Polański.

## Antes de 1939
Nacido en una familia de fuertes tradiciones patrióticas y cristianas bávaras en Mackenzell, tras finalizar su formación pedagógica, participó en la Primera Guerra Mundial, desde 1914, en la infantería. Retornó en 1917, tras ser gravemente herido. A partir de 1918 trabajó como maestro rural, animado de un fuerte compromiso social, patriótico y cristiano católico, primero en la comunidad de Biebergemünd en el Spessart, más adelante en Thalau, pequeña población cercana a Fulda in der Rhön. En 1920 se casó con Annemarie Krummacher, hija de uno de los pintores de Worpswede. Con ella tuvo cinco hijos, que terminaron trabajando en profesiones médicas. Hosenfeld gozó de ser un buen padre de sus dos hijos varones y tres hijas. En 1935 se afilió al partido NSDAP obnubilado por un discurso de Hitler, sin embargo nunca llegó a ser un fanático partidista y se le reprochaba su falta de compenetración con el nazismo debido a su cristianismo activo. Hosenfeld antes que nazi, era un patriota idealista.

## Desde 1939
Hosenfeld como patriota fue llamado a filas de la Wehrmacht en agosto de 1939 y tuvo como destino Polonia desde mediados de septiembre de 1939, para 1940 ascendió de sargento y en 1943 a capitán,  su captura junto a su unidad por el ejército soviético fue el 17 de enero de 1945. Su primer destino fue Pabianice, donde estuvo encargado de la construcción y dirección de un campo de prisioneros de guerra. Su siguiente destino, a partir de diciembre de 1939, fue Wegrów, donde permaneció hasta que su batallón fue enviado a Jadów a finales de mayo de 1940. Fue destinado a Varsovia en julio de 1940, donde pasó el resto de la guerra asignado, en su mayor parte, al Wachbataillon 660 (Batallón de guardia), donde ocupó el cargo de oficial de administración y de deportes. Siendo miembro activo de la Wehrmacht, se dice que tuvo serios conflictos verbales con miembros de las Waffen SS en más de una ocasión. En su diario, Hosenfeld desencantado ya de los horrores del nazismo repudiaba los actos brutales contra la población judía polaca y anotaba: 

-"¿será que el diablo ha tomado forma humana?"-"Nos hemos llenado de una vergüenza inexpugnable, de una maldición imborrable. No merecemos misericordia, todos somos culpables. Me avergüenzo de caminar por la ciudad [Varsovia], cualquier polaco tiene el derecho de escupirnos en la cara"-

Aunque era miembro del partido nazi desde 1935, Hosenfeld fue desencantándose del partido y sus dirigentes conforme pasaba el tiempo, ya en Alemania y cuando vio la forma en la que eran tratados los polacos. Él y otros oficiales sentían simpatía por el pueblo de la Polonia ocupada. Avergonzado de lo que sus compatriotas hacían, se ofrecieron a quienes necesitaban su ayuda cuando fue posible. Hosenfeld entabló amistad con numerosos polacos e incluso se esforzó en aprender su lengua. También, como cristiano, acudía a los oficios religiosos y comulgaba, a pesar de que esto estaba prohibido. Sus actos en favor de los polacos comenzaron ya en el otoño de 1939 cuando, en contra del reglamento, permitió que los prisioneros de guerra polacos tuvieran acceso a sus familias e incluso logró la liberación anticipada de uno. Durante su etapa en Varsovia utilizó su cargo para dar refugio a personas en peligro de ser arrestadas por la Gestapo, con independencia de su procedencia (incluso llegó a dar cobijo a un alemán perseguido). Solía ayudarles consiguiéndoles los papeles adecuados para trabajar en el centro deportivo a su cargo, a veces dándoles empleo bajo nombres falsos.

## Encuentro con Szpilman
El 17 de noviembre de 1944 en Varsovia, en una casona abandonada que estaba siendo acondicionada para convertirse en el cuartel general de las fuerzas de ocupación, Wilm Hosenfeld encontró a Władysław Szpilman, que se había construido un escondite en la buhardilla. El oficial pidió al pianista probar su condición de músico y Szpilman, con las manos aún entumecidas, tocó la Balada n.º 1 en sol menor, Op. 23 de Chopin. Le ayudó a mejorar su escondite y le proveyó de comida durante un mes, envuelta en papel de periódico que daba noticias de la pronta caída de Alemania. Szpilman habrá de declarar acerca de Hosenfeld:

Fue el único ser humano con uniforme alemán que yo conocí.

## Prisión y muerte
Hosenfeld fue capturado por los soviéticos en Błonie, una pequeña ciudad a unos 30 kilómetros al oeste de Varsovia, junto con los hombres de la compañía que comandaba. Fue sentenciado a 25 años de trabajos forzados por crímenes de guerra, acusación sustentada en su pertenencia al Ejército. Fue internado en un campo de concentración soviético: primero fue interrogado duramente en Minsk; tras 6 meses de tortura y régimen de aislamiento su salud se quebrantó: sufrió el primer accidente cerebrovascular. Fue condenado a 25 años a un campo de trabajos forzados de reconstrucción en Stalingrado llamado Lager 7056. En varias ocasiones intentó ser deportado a Polonia. A pesar de las numerosas peticiones de liberación en su favor, entre otros por las personas que había salvado, los soviéticos se negaron a admitir que no estaba involucrado en crímenes de guerra. Padeció varios infartos vasculares y cerebrales. Falleció en el campo de concentración soviético de Stalingrado, hemipléjico y agotado, tras un grave y largo deterioro de su salud, el 13 de agosto de 1952, poco antes de las 10 de la noche, por una ruptura de la aorta torácica.

## Reconocimientos
En octubre de 2007 el presidente de Polonia concedió a Wilm Hosenfeld la Cruz de Comandante de la Orden de Polonia Restituida (en polaco: Krzyż Komandorski Orderu Odrodzenia Polski). El hijo de Władysław Szpilman, Andrzej, solicitó al Yad Vashem que reconociera a Wilm Hosenfeld como Justo entre las Naciones, un título que se concede a los no judíos que arriesgaron su vida por salvar a los judíos. El reconocimiento no estuvo exento de dudas ya que Hosenfeld aparecía en muchos testimonios como un oficial de interrogación de prisioneros. Sin embargo, los extractos de sus diarios personales, cartas y testimonios no dejaron lugar a dudas respecto del noble espíritu que albergaba Hosenfeld.
Dicho reconocimiento se produjo el 25 de noviembre de 2008. Israel honró la figura de Hosenfeld el 19 de junio de 2009 en una ceremonia celebrada en Berlín. Hosenfeld se convertía así en uno de los pocos militares alemanes que participaron en la II Guerra Mundial en recibir el título de "Justo entre las Naciones".
Los hijos de Hosenfeld y Szpilman asistieron a la ceremonia. "Somos conscientes de que éste es el mayor honor con que el Estado de Israel reconoce a los no judíos", declaró el hijo del capitán alemán, Detlev Hosenfeld. Por su parte, Andrzej Szpilman manifestó entonces que Hosenfeld "ayudó a mucha gente distinta al principio de la guerra, con independencia de su origen, religión o raza". 
"El salvador de la vida de judíos al que honramos muestra que hubo gente de uniforme, incluso bajo la dictadura y el terror, que defendieron la humanidad y la compasión", dijo el embajador adjunto de Israel en Berlín, Ilan Mor.

## Película
Hosenfeld fue interpretado por Thomas Kretschmann en la película El pianista, de Roman Polański, la película basada en las memorias de Władysław Szpilman. En ella se describe cómo el capitán alemán salva a un moribundo Szpilman, escondiéndole y proporcionándole alimento. Gracias a las memorias de Szpilman, Hosenfeld fue identificado. De esta forma, se buscó en su vida y se comprobó su labor humanitaria de salvación de numerosas personas perseguidas por los nazis en Polonia. Con sus diarios y cartas, en 2004, se publicó un libro llamado "Ich versuche jeden zu retten" (Intento salvar a todos) que retrata esta personalidad.